# (31065) Beishizhang
(31065) Beishizhang est un astéroïde de la ceinture principale.

## Description
(31065) Beishizhang est un astéroïde de la ceinture principale. Il fut découvert le 10 octobre 1996 à la station de Xinglong par le programme Beijing Schmidt CCD Asteroid Program. Il présente une orbite caractérisée par un demi-grand axe de 2,78 UA, une excentricité de 0,08 et une inclinaison de 4,2° par rapport à l'écliptique.

## Compléments